# Coldwater (Kansas)
La ville de Coldwater est le siège du comté de Comanche, situé dans le Kansas, aux États-Unis.